# Akademia Mazowiecka w Płocku
Akademia Mazowiecka w Płocku – publiczna uczelnia w Płocku powołana na podstawie ustawy z dnia 5 sierpnia 2022 r. o utworzeniu Akademii Mazowieckiej w Płocku, która powstała na bazie Mazowieckiej Uczelni Publicznej w Płocku.

## Władze uczelni
- Rektor: prof. dr hab. n. med. Maciej Słodki
- Prorektor ds. Nauki i Rozwoju: dr Anna Nowacka
- Prorektor ds. Studenckich i Dydaktyki: dr hab. Andrzej Kansy, prof. uczelni
- Prorektor ds. Collegium Medicum: dr hab. n. o zdr. Mariola Głowacka – prof. uczelni
- Kanclerz: mgr inż. Marek Bońkowski[2]

## Historia

### Kalendarium dziejów uczelni
- 15 czerwca 1999 – na stanowisko rektora Minister Edukacji Narodowej Mirosław Handke mianował prof. dr hab. Kazimierza Włodarczyka.
- 5 października 1999 – pierwsze posiedzenie Senatu Uczelni, wybór pierwszego kanclerza – mgr Roman Siemiątkowski.
- 7 października 1999 – pierwsza inauguracja roku akademickiego 1999/2000 na Uczelni.
- 9 maja 2000 – Senat Uczelni wybrał na stanowisko Rektora – prof. dr hab. Aleksandra Kozłowskiego.
- 26 września 2000 – powołanie pierwszych jednostek organizacyjnych – Instytuty: Neofilologii, Pedagogiki, Matematyki i Informatyki oraz Biblioteki PWSZ, Wydawnictwa Uczelnianego i Biuro Praktyk Studenckich.
- 2001/2002 – powołanie Instytutu Nauk Ekonomicznych, Studium Praktycznej Nauki Języków Obcych, Studium Wychowania Fizycznego i Sportu oraz Studium Informatyki
- 27 czerwca 2002 – wręczenie dyplomów licencjackich pierwszym absolwentom Uczelni.
- 2003 – powstanie Uniwersytetu III Wieku.
- 2004 – poświęcenie sztandaru uczelni przez biskupa Stanisława Wielgusa.
- 2007/2008 – nowym Rektorem PWSZ w Płocku został prof. dr hab. Jacek Grzywacz.
- 2012 – prof. dr hab. Jacek Grzywacz został ponownie wybrany na stanowisko Rektora PWSZ w Płocku (kadencja 2012–2016).
- 2012 – wskutek reorganizacji w PWSZ w Płocku powstały trzy Instytuty: Instytut Nauk Humanistycznych i Społecznych, Instytut Nauk Ekonomicznych i Informatyki oraz Instytut Nauk o Zdrowiu.
- 2016 – nowym Rektorem PWSZ w Płocku został prof. nadzw. dr hab. n. med. Maciej Słodki
- 2019 – PWSZ zmieniła nazwę na „Mazowiecka Uczelnia Publiczna w Płocku”
- 2020 – uruchomiono studia I stopnia na kierunku zarządzanie i administracja
- 2020 – powołanie do życia: Wydziału Nauk Humanistycznych i Informatyki oraz Wydziału Nauk Społecznych
- 2022 – otrzymanie prawa do prowadzenia nowego kierunku: jednolitych studiów magisterskich na kierunku psychologia
- 2022 – otrzymanie prawa do prowadzenia nowego kierunku: jednolitych studiów magisterskich na kierunku lekarskim
- 2022 – Prezydent RP Andrzej Duda podpisał ustawę o utworzeniu Akademii Mazowieckiej w Płocku
- 2023 – powołanie dr hab. n. o zdr. Marioli Głowackiej na Prorektora ds. Collegium Medicum Akademii Mazowieckiej w Płocku
- 2023 – otwarcie kierunku lekarskiego oraz utworzenie Wydziału Lekarskiego
- 2023 – uroczyste posiedzenie Senatu Akademii Mazowieckiej w Płocku - Otwarcie Szkoły Doktorskiej[3]

## Rektorzy
- 1999–2000 Kazimierz Włodarczyk
- 2000–2007 Aleksander Kozłowski
- 2007–2016 Jacek Grzywacz
- od 2016 Maciej Słodki

## Struktura uczelni

### Wydziały
- Wydział Prawa, Administracji i Ekonomii
  - Dziekan: dr Paweł Kaczmarczyk
- Wydział Nauk Humanistyczno-Społecznych i Informatyki
  - Dziekan: dr Agnieszka Rumianowska
- Wydział Nauk o Zdrowiu
  - p.o. Dziekan: mgr Adrianna Frydrysiak-Brzozowska
- Wydział Lekarski
  - Dziekan:  dr hab. n. med. Mariola Głowacka, prof. uczelni

### Jednostki międzywydziałowe
- Studium Praktycznej Nauki Języków Obcych
  - kierownik: mgr Anna Borkowska
- Studium Wychowania Fizycznego
  - kierownik: mgr Ewelina Jodłowska-Niemiec

## Kierunki kształcenia
Obecnie Uczelnia daje możliwość podjęcia studiów pierwszego i drugiego stopnia oraz jednolitych magisterskich w systemie stacjonarnym i niestacjonarnym na siedemnastu kierunkach:
- Wydział Prawa, Administracji i Ekonomii
  - Administracja
  - Bezpieczeństwo wewnętrzne
  - Ekonomia
  - Prawo
  - Zarządzanie

- Wydział Nauk Humanistyczno-Społecznych i Informatyki
  - Filologia (anglistyka)
  - Informatyka
  - Nowe media
  - Pedagogika
  - Pedagogika specjalna
  - Pedagogika przedszkolna i wczesnoszkolna
  - Praca socjalna
  - Psychologia

- Wydział Nauk o Zdrowiu
  - Kosmetologia
  - Pielęgniarstwo
  - Położnictwo

- Wydział Lekarski
  - kierunek Lekarski.

Od 2023 roku Akademia prowadzi przewody doktorskie i habilitacyjne w Szkole Doktorskiej w dyscyplinach:
- Nauki o polityce i administracji
- Pedagogika
- Nauki o rodzinie[4].